# Ahmed Abdelkader
Ahmed Mohamed Abdelkader Radwan (in arabo أحمد محمد عبد القادر رضوان‎?; Il Cairo, 23 maggio 1999) è un calciatore egiziano, attaccante del Qatar SC, in prestito dall'Al-Ahly.

## Caratteristiche tecniche
Abdelkader è un esterno d'attacco, in grado di agire da trequartista.

## Carriera

### Club
Inizia a giocare a calcio nel settore giovanile dell'Al-Ahly. L'8 febbraio 2018 si trasferisce in Europa, accordandosi con lo Sparta Praga, che lo aggrega alla formazione riserve. Il 24 settembre 2020 torna all'Al Ahly, che lo cede in prestito allo Smouha. Dopo aver rinnovato l'accordo con l'Al-Ahly fino al 2026, il 19 agosto 2024 viene ceduto in prestito al Qatar SC, nel campionato qatariota.

### Nazionale
Esordisce in nazionale il 24 marzo 2023 in Egitto-Malawi (2-0), gara valida per le qualificazioni alla Coppa d'Africa 2023, subentrando all'81' al posto di Omar Marmoush.

## Statistiche

### Presenze e reti nei club
Statistiche aggiornate al 19 agosto 2024.
| Stagione        | Squadra         | Campionato      | Campionato | Campionato | Coppe nazionali | Coppe nazionali | Coppe nazionali | Coppe continentali | Coppe continentali | Coppe continentali | Altre coppe | Altre coppe | Altre coppe | Totale | Totale |
| Stagione        | Squadra         | Comp            | Pres       | Reti       | Comp            | Pres            | Reti            | Comp               | Pres               | Reti               | Comp        | Pres        | Reti        | Pres   | Reti   |
| --------------- | --------------- | --------------- | ---------- | ---------- | --------------- | --------------- | --------------- | ------------------ | ------------------ | ------------------ | ----------- | ----------- | ----------- | ------ | ------ |
| 2019-2020       | Sparta Praga B  | 3L              | 4          | 0          | -               | -               | -               | -                  | -                  | -                  | -           | -           | -           | 4      | 0      |
| 2020-2021       | Smouha          | PL              | 27         | 9          | CE              | 0               | 0               | -                  | -                  | -                  | -           | -           | -           | 27     | 9      |
| 2021-2022       | Al-Ahly         | PL              | 25         | 3          | CE+CE           | 2+2             | 0+2             | CCL                | 11                 | 2                  | SE+SA+Cmc   | 1+1+3       | 0+0+1       | 45     | 8      |
| 2022-2023       | Al-Ahly         | PL              | 24         | 6          | CE              | 3               | 0               | CCL                | 12                 | 1                  | SE+Cmc      | 1+4         | 0+2         | 44     | 9      |
| 2023-2024       | Al-Ahly         | PL              | 18         | 2          | CE              | 0               | 0               | AFL+CCL            | 1+4                | 0+1                | SE+SA+Cmc   | 0           | 0           | 23     | 3      |
| Totale Al-Ahly  | Totale Al-Ahly  | Totale Al-Ahly  | 67         | 11         |                 | 7               | 2               |                    | 28                 | 4                  |             | 10          | 3           | 112    | 20     |
| 2024-2025       | Qatar SC        | QSL             | 0          | 0          | -               | -               | -               | -                  | -                  | -                  | -           | -           | -           | 0      | 0      |
| Totale carriera | Totale carriera | Totale carriera | 98         | 20         |                 | 7               | 2               |                    | 28                 | 4                  |             | 10          | 3           | 143    | 29     |

### Cronologia presenze e reti in nazionale
| Cronologia completa delle presenze e delle reti in nazionale ― Egitto | Cronologia completa delle presenze e delle reti in nazionale ― Egitto | Cronologia completa delle presenze e delle reti in nazionale ― Egitto | Cronologia completa delle presenze e delle reti in nazionale ― Egitto | Cronologia completa delle presenze e delle reti in nazionale ― Egitto | Cronologia completa delle presenze e delle reti in nazionale ― Egitto | Cronologia completa delle presenze e delle reti in nazionale ― Egitto | Cronologia completa delle presenze e delle reti in nazionale ― Egitto |
| Data                                                                  | Città                                                                 | In casa                                                               | Risultato                                                             | Ospiti                                                                | Competizione                                                          | Reti                                                                  | Note                                                                  |
| --------------------------------------------------------------------- | --------------------------------------------------------------------- | --------------------------------------------------------------------- | --------------------------------------------------------------------- | --------------------------------------------------------------------- | --------------------------------------------------------------------- | --------------------------------------------------------------------- | --------------------------------------------------------------------- |
| 24-3-2023                                                             | Il Cairo                                                              | Egitto                                                                | 2 – 0                                                                 | Malawi                                                                | Qual. Coppa d'Africa 2023                                             | -                                                                     | 81’                                                                   |
| Totale                                                                |                                                                       | Presenze                                                              | 1                                                                     |                                                                       | Reti                                                                  | 0                                                                     |                                                                       |

## Palmarès

### Club

#### Competizioni nazionali
- Supercoppa d'Egitto: 3

Al-Ahly: 2021, 2022, 2023
- Coppa d'Egitto: 2

Al-Ahly: 2021-2022, 2022-2023
- Campionato egiziano: 2

Al-Ahly: 2022-2023, 2023-2024

#### Competizioni internazionali
- Supercoppa CAF: 1

Al-Ahly: 2021
- CAF Champions League: 2

Al-Ahly: 2022-2023, 2023-2024